# اوله ادوارد انتونسن
اوله ادوارد انتونسن (انگلیسی: Ole Edvard Antonsen؛ زادهٔ ۲۵ آوریل ۱۹۶۲) موسیقی‌دان اهل نروژ است.